# Pachygone nitida
Pachygone nitida är en tvåhjärtbladig växtart som beskrevs av Jean Baptiste Louis Pierre och François Gagnepain. Pachygone nitida ingår i släktet Pachygone och familjen Menispermaceae. Inga underarter finns listade i Catalogue of Life.